# Oisy (Nièvre)
Oisy település Franciaországban, Nièvre megyében. Lakosainak száma 304 fő (2022. január 1.). Oisy Clamecy, Breugnon, Andryes, Billy-sur-Oisy és Trucy-l’Orgueilleux községekkel határos.

## Népesség
A település népességének változása:
| Lakosok száma | 335  | 311  | 314  | 305  | 303  | 301  | 299  | 300  | 304  |
|               | 2013 | 2015 | 2016 | 2017 | 2018 | 2019 | 2020 | 2021 | 2022 |